# Berliner Zeitung
Berliner Zeitung är en regional morgontidning för Berlin och Brandenburg i Tyskland.
Tidningen hade en såld upplaga på 110 219 exemplar under 2:a kvartalet 2015 och omkring 400 000 läsare. Den utkommer sex dagar i veckan, måndag till lördag. Politiskt betecknas tidningen som oberoende socialdemokratisk.

## Historia
Tidningen grundades som ett nyhetsblad 21 maj 1945 under den sovjetiska ockupationen av Berlin, och den förste chefredaktören var den sovjetiske översten Alexander Kirsanov, som tillsammans med medlemmar av KPD och socialistiska tidigare motståndskämpar byggde upp tidningen. Journalisten Rudolf Herrnstadt övertog ledningen i juli samma år. Berliner Zeitung kom att utvecklas till den stora morgontidningen i Östberlin och var som del av Berliner Verlag under Östtyskland underställd SED:s pressmonopol. 
Tidningen kom efter Tysklands återförening 1990 att omstruktureras till att bli privatiserad, som del av förlaget Gruner + Jahr, och politiskt oberoende. Den tidigare mångårige Der Spiegel-chefredaktören Eirich Böhme var mellan 1990 och 1994 utgivare och drev ett ambitiöst program om att utveckla tidningen till "Tysklands Washington Post", men även om tidningen haft en stor läsekrets i Berlinregionen har dess position på den nationella tyska tidningsmarknaden varit relativt svag. Sedan 2009 ägs tidningen av M. DuMont Schauberg-förlaget som även ger ut Frankfurter Rundschau, Kölner Stadt-Anzeiger och Mitteldeutsche Zeitung. 
Redan 1877 började en tidning under namnet Berliner Zeitung publiceras i Berlin, men denna räknas som föregångare till tabloiden B.Z. som under Tysklands delning verkade i Västberlin, och har därför ingen direkt koppling till dagens Berliner Zeitung.